# فاسيلي أزاروف
فاسيلي أزاروف هو لاعب كرة قدم روسي في مركز حراسة المرمى، ولد في 19 أغسطس 1992. لعب مع نادي ينيسي كراسنويارسك ‏.